# 金印草
金印草（学名：Hydrastis canadensis），又名白毛茛或北美黃蓮，是多年生的毛茛科植物，原產於加拿大東南部及美國東北部。其种加词“canadensis”意为“加拿大的”。

## 形态
它們的根莖粗壯及呈黃色。在地上的莖略帶紫色及有毛，地底下的呈黃色，連接著根莖。金印草的葉子呈手掌狀及有毛，葉子上有5-7塊雙鋸齒的小葉，並會在春末長出單支細小的花朵。在夏天會長出單一個草莓，外觀像山莓，有10-30顆種子。
金印草有多種醫藥療效，包括可以作為抗菌藥、內服幫助消化、或是用來漱口清除口腔潰瘍。
日本的白根葵以往被分類在金印草屬中，現已改為分類在白根葵屬。

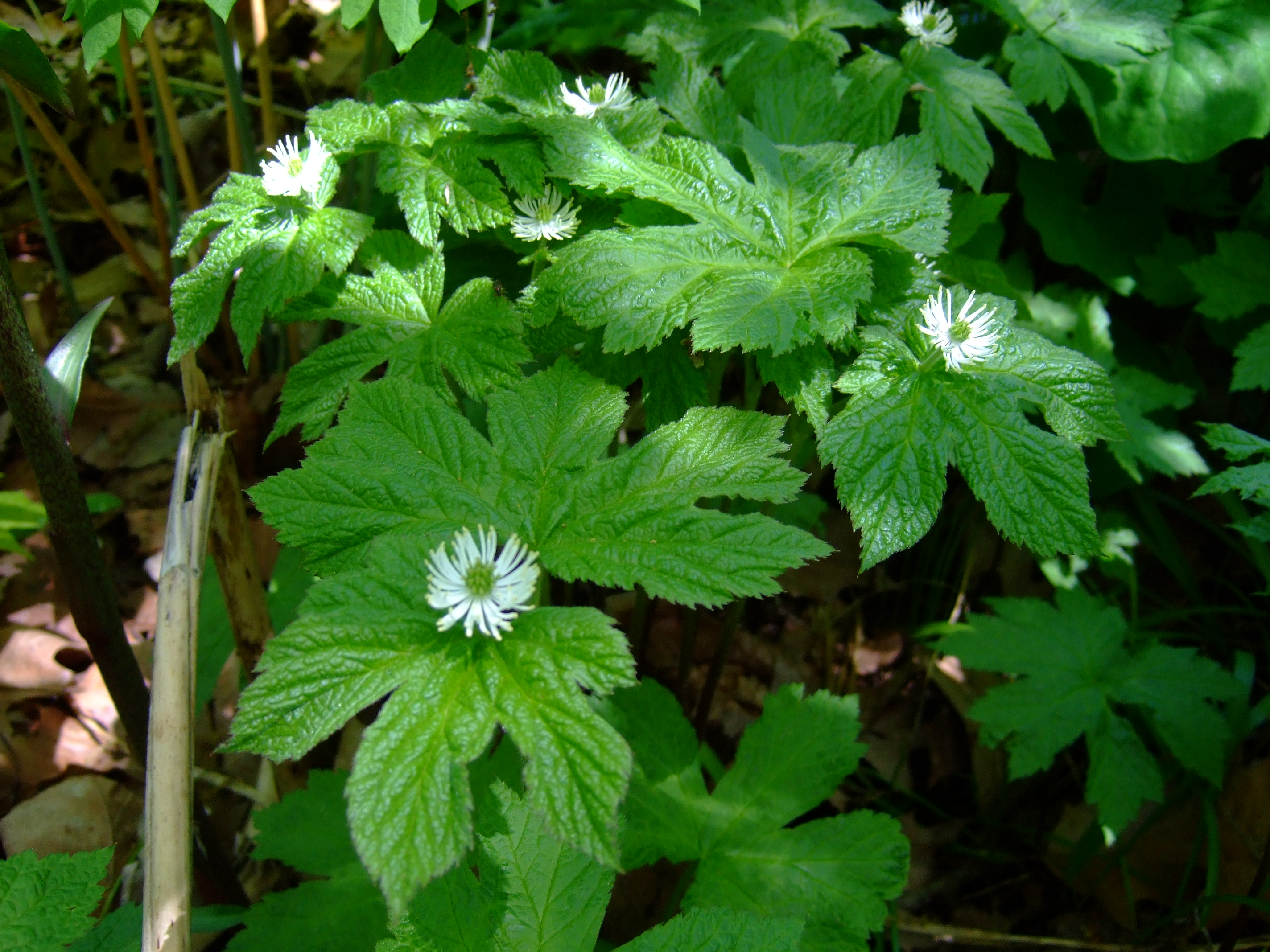
植株
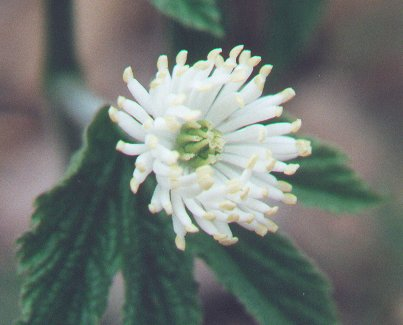
花
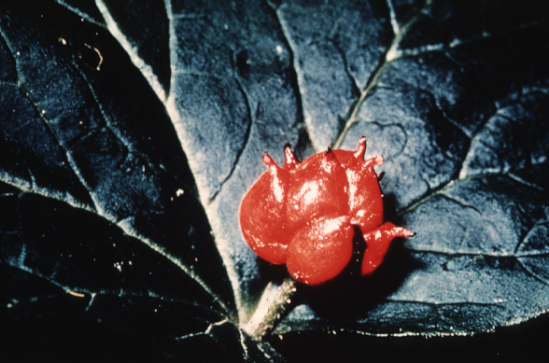
果
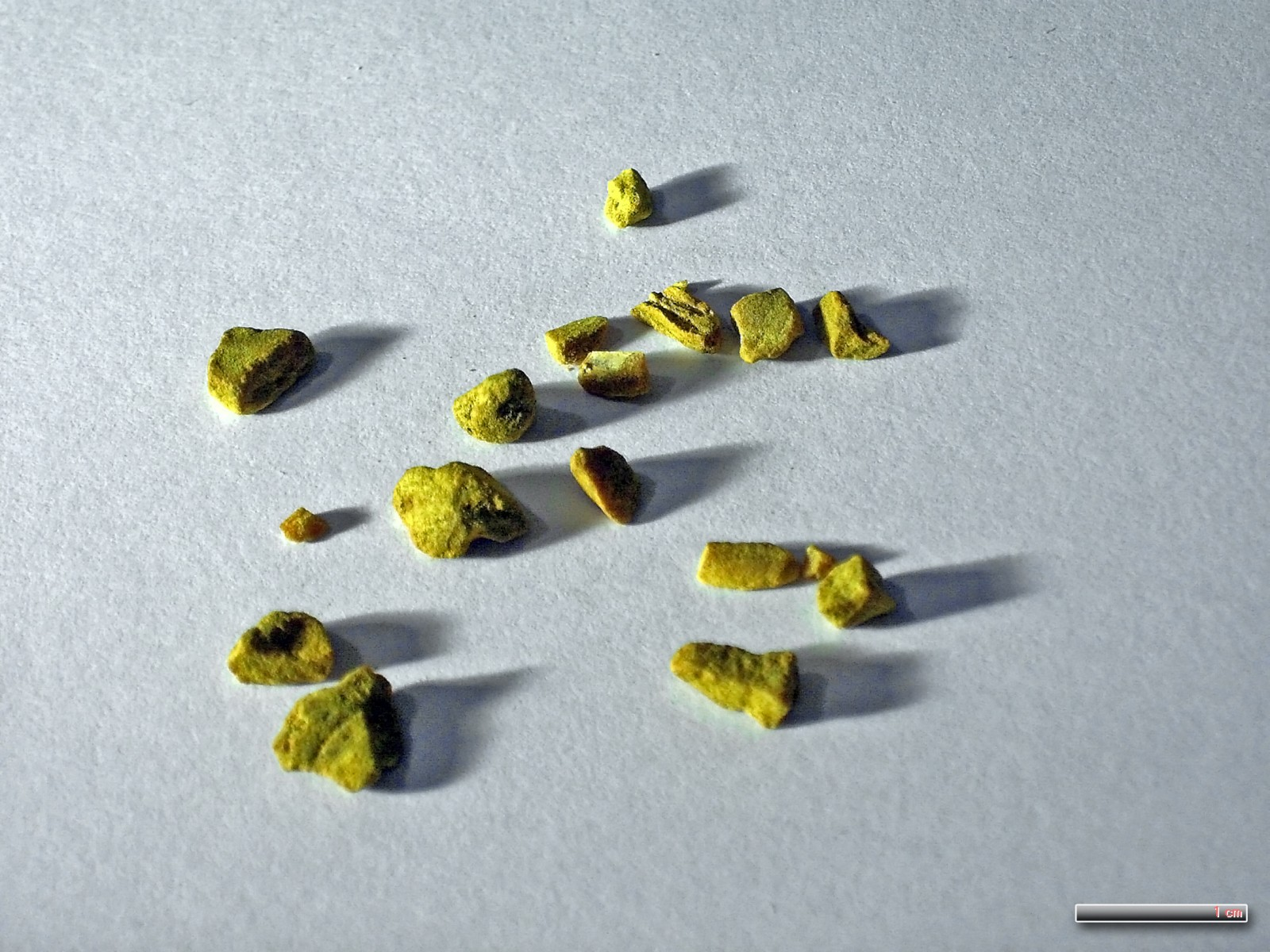
乾燥地下莖

## 傳統用途
早至歐洲殖民美洲時，一些原住民就已經大量使用金印草，仍為醫藥或染料。班哲明·史密斯·巴頓（Benjamin Smith Barton）就指切羅基人以金印草來醫治癌症。他後來進一步指出金印草可以作為苦味補藥，或是洗滌眼炎之用。於1830年代康斯坦丁·薩繆爾·拉方斯克-舒馬茨（Constantine Raffinesque）的時期，金印草成為了折衷醫學的寵兒。
金印草在折衷醫學上大量用作治療乳癌及腫脹。有建議使用金印草來治療乳房的硬腫脹，而細小及無痛的疙瘩則以毒人參屬來處理。這兩種藥草單獨或是與浮游植物及紅車軸草來治療癌症。
另外金印草可以用來治療胃部的功能性障礙、卡他性胃炎、張力缺乏性消化不良、慢性便秘、肝淤血、肝硬化、延後的熱症、慢性大腦充血、子宮復舊不全、產後出血、鼻黏膜炎、潰瘍、口腔潰瘍、黏液表面不正常情況、白帶、膽石、乳房腫脹及甲狀腺腫。
現時金印草會用作為變質劑、抗卡他性、抗炎性、抗菌劑、收濕藥料、苦味補藥、輕瀉藥及肌肉興奮劑。金印草非常苦，會刺激食慾及幫助消化，並會刺激膽汁的分泌。

## 原理
很多人都認為金印草有直接的抗菌性，但其原理卻更為複雜。研究發現在使用金印草後，小腸內的病原體水平並沒有下降，但病徵卻得到改善。另一項研究發現大腸桿菌的帶菌者，在服用黃連素後體內的病原體或細菌水平並沒有下降，但有42-48%的腹瀉病徵得到改善。金印草其實是黏液膜的補藥，可以增加黏液膜的分泌。相反，它亦具有收濕功效，可以降低黏液膜的分泌。故此，在黏液膜分泌不足時可以幫助補充，而在黏液膜分泌過多時停止分泌。它們的抗菌性並非直接殺死病菌，而是增加體內含有免疫球蛋白A的健康黏液。

## 成份及藥理
金印草含有多種異喹啉生物鹼，包括金印草素、黃連素、5-羥基小檗鹼、白毛茛分鹼及坎那定等。黃連素及金印草素都是季鹼，不溶於水但卻溶於酒精。
大部份細菌及真菌，並一些原生生物及衣原體都會受靜脈內黃連素的影響。黃連素單獨使用只有微弱的抗菌性，因很多微生物都會將黃連素爪細胞排出。不過，金印草作為草藥卻可以合成為外排泵抑制劑，減低抗藥性。

## 毒性
大部份有關金印草的研究都著重研究其含有的黃連素，不過黃連素本身在不同的植物中都會對身體造成不同的反應。於1996年，歐盟指刺檗因含有黃連素而有嚴重的風險，且沒有任何好處。不過只有一個中國的實驗指硫酸黃連素並不適合治療產前黃疸症。不過，這只是提供了懷孕時不要服用金印草的意見。
金印草的毒物學及藥理學研究都是針對黃連素及金印草素。某一構成物的毒性並不能代表整個草藥的毒性。例如一項研究發現金印草素對老鼠的致死量比金印草含量低12倍。
黃連素對人類的致死量相信為每公斤27.5毫克。口服黃連素的吸收率很慢，在4小時後才到達高峰，8小時後就會消失。黃連素會隨尿液排出，而有證據顯示人類皮膚也會吸收黃連素。黃連素可以阻塞平滑肌受體、阻塞心臟的鉀離子通道及減低心室心搏過速、阻礙小腸的離子分泌及在消化道生成毒素和增加膽汁分泌。
懷孕及小童不應服用金印草。金印草與一些具有狹窄治療窗的藥物，如華法林、環孢霉素、蛋白酶抑製劑及強心甙類等，的互相作用須特別小心。

## 注意事項
實際上，只有10%的金印草是運用得宜。在感染的初期不應服用金印草，尤其是對金印草素及黃連素有反應的感染，如上呼吸道感染。一般要待痰呈黃色或綠色時才開始服用，最多只可服用兩星期。長時期服用金印草會影響對維他命B的吸收。懷孕及授乳、患有腸胃炎及促發炎失調也應避免服用金印草。
可對抗感染和發炎，清潔身體，增強胰島素的作用和強化免疫系統、結腸、胰臟、脾臟、淋巴和循環系統。改善消化、調理月經、減少子宮出血、降低血壓和刺激中樞神經系統。對於過敏、潰瘍和影響膀胱、前列腺、胃或陰道的疾病有益處。在感冒、流行性感冒或喉嚨痛的第一個病徵出現時使用，可抑制它們的形成。

## 興奮劑檢查
自1900年，John Uri Lloyd出版了《Stringtown on the Pike》後，美國就流傳金印草可以欺瞞興奮劑檢查。在一些賽馬的嗎啡檢測中也有嘗試使用金印草來掩飾，但卻不成功。有兩項研究都證實口服金印草對尿液測試沒有影響。喝大量清水及服用金印草的測試者尿液內的興奮劑水平相同。

## 保育狀況
金印草由於過度採集而處於瀕危。它們於19世紀中葉開始流行，到了1905年，其數量而很少。野生的金印草現已很稀有，且被列在《瀕危野生動植物種國際貿易公約》的保護下。每年就有達6千萬棵金印草被採集。山巔移除採礦令金印草失去了很多生長地，加上外圍經濟的壓力，透過這種方法移除野生金印草也變得合法，故對金印草的生長造成極度的威脅。
其實也有其他的植物含有黃連素，包括黃連、黄根木及冬青葉十大功勞根。

## 外部連結
- The Herbal Information Center[]
- About.com's Herb & Supplement Guide: Goldenseal （页面存档备份，存于）
- Sustainable Source of Goldenseal